# Guédébiné
Guédébiné is een gemeente (commune) in de regio Kayes in Mali. De gemeente telt 5100 inwoners (2009).
De gemeente bestaat uit de volgende plaatsen:
- Diakamody
- Diopi
- Goulambé
- Guédébiné
- Karsala
- Néma